# Benjamin H. Clover

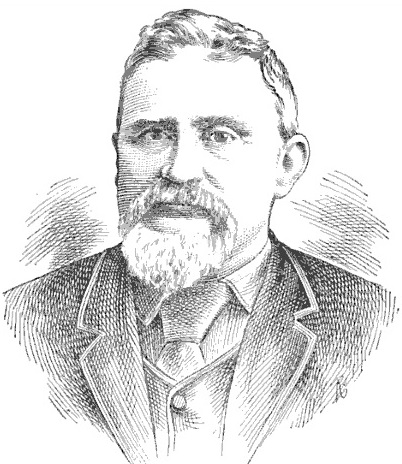
Benjamin H. Clover

Benjamin Hutchinson Clover (* 22. Dezember 1837 bei Jefferson, Ohio; † 30. Dezember 1899 in Douglas, Kansas) war ein US-amerikanischer Politiker. Zwischen 1891 und 1893 vertrat er den dritten Wahlbezirk des Bundesstaates Kansas im US-Repräsentantenhaus.

## Werdegang
Benjamin Clover besuchte die öffentlichen Schulen seiner Heimat. Im Jahr 1871 zog er nach Cambridge in Kansas. Dort wurde er in der Landwirtschaft tätig. Zwischen 1873 und 1888 war er Mitglied im dortigen Schulrat. Clover schloss sich der Farmers’ Alliance und später der aus ihr hervorgegangenen Populist Party an. Er war zweimal Präsident der Farmers’ Alliance in Kansas. Auf Bundesebene war er ebenfalls zweimal deren Vizepräsident.
Bei den Kongresswahlen des Jahres 1890 wurde Clover im dritten Distrikt von Kansas in das US-Repräsentantenhaus in Washington, D.C. gewählt. Dort trat er am 4. März 1891 die Nachfolge von Bishop W. Perkins an. Da er im Jahr 1892 auf eine weitere Kandidatur verzichtete, konnte er bis zum 3. März 1893 nur eine Legislaturperiode im Kongress absolvieren. Nach dem Ende seiner Zeit im Kongress widmete sich Clover wieder seinen landwirtschaftlichen Interessen. Er starb am 30. Dezember 1899 in Douglas und wurde dort auch beigesetzt.